# Iazu (cráter)
Iazu es un cráter de impacto ubicado dentro de la planicie Meridiani Planum, en el planeta Marte. Esta característica geológica tiene aproximadamente 7 km de diámetro. Está cerca del sitio de aterrizaje de la Mars Exploration Rover-B Opportunity, y sus paredes han sido fotografiadas por el rover durante su travesía al Crater Endeavour. En ese momento, el cráter estaba a unos 38 kilómetros de distancia. Fue nombrado en 2006 por Iazu, una comuna en el condado de Dâmboviţa, en el sur de Rumanía.

## Vista desde la órbita

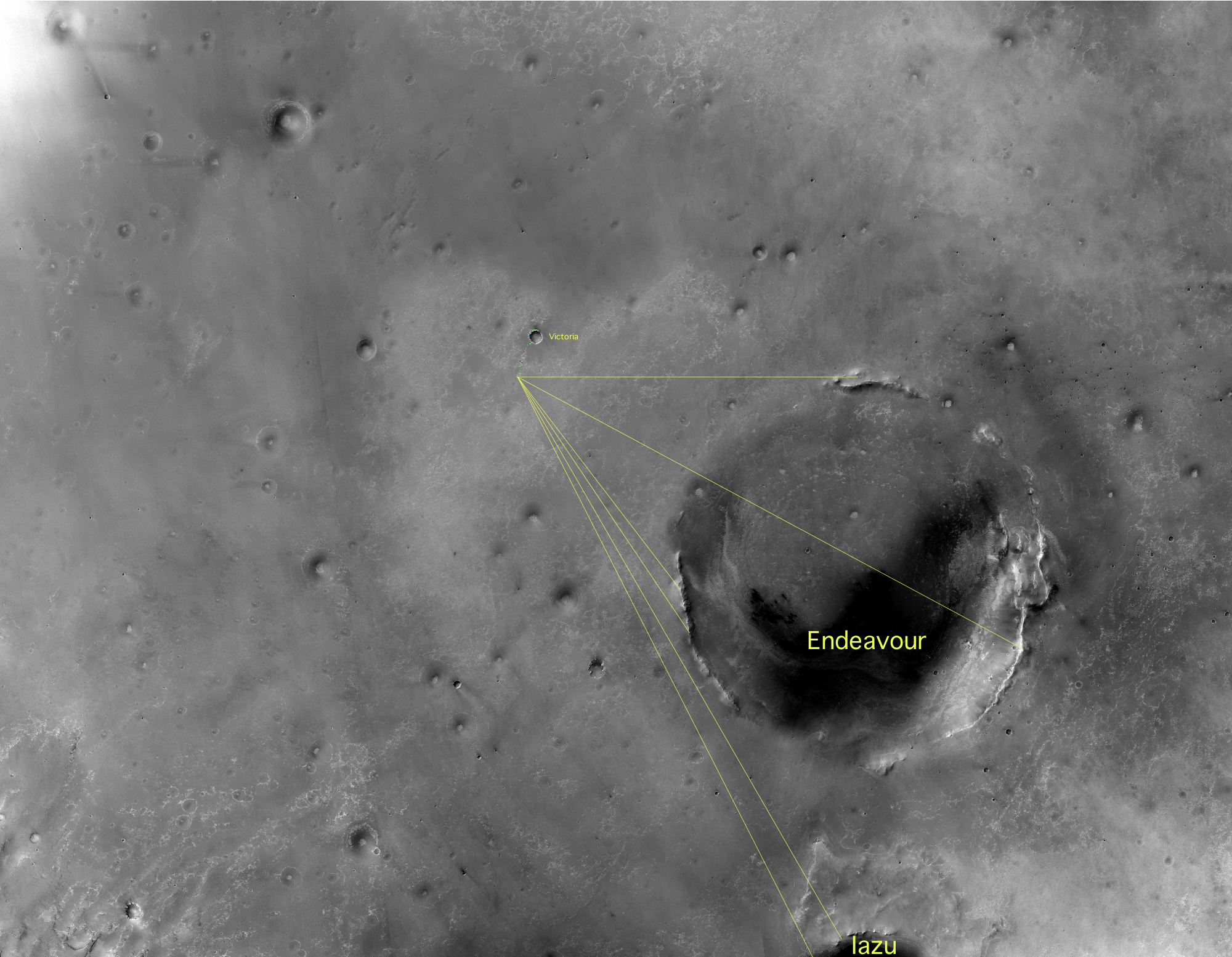
Vista desde arriba de los dos cráteres